# Angel of Harlem
«Angel of Harlem» (El Ángel de Harlem), es el décimo tema del álbum de U2, Rattle and Hum; esta canción también se incluyó en The Best of 1980-1990. Se trata a un tributo a la música americana, pero especialmente a la cantante de jazz Billie Holiday.
La película de "Rattle and Hum" muestra la grabación de esta canción en el Sun Studio, en la ciudad de Memphis. Angel of Harlem se convirtió en la segunda canción del álbum Rattle and Hum que se comercializó como sencillo. El lanzamiento se realizó en 1988 y alcanzó el noveno lugar en Gran Bretaña y el número catorce en Estados Unidos.

## Canciones
| 7" and cassette release |        |          |  |
| N.º                     | Título | Duración |  |

| 12" and CD release |        |          |  |
| N.º                | Título | Duración |  |

## Posición de lista
| Listas (1988)             | Posiciones |
| ------------------------- | ---------- |
| Australian ARIA Chart     | 18         |
| Dutch MegaCharts          | 10         |
| Irish Singles Chart       | 3          |
| New Zealand Singles Chart | 1          |
| Swiss Singles Chart       | 25         |

| Listas (1988)                                         | Posiciones |
| ----------------------------------------------------- | ---------- |
| Canadian Singles Chart                                | 1          |
| UK Singles Chart                                      | 9          |
| U.S. Billboard Hot 100[cita requerida]                | 14         |
| U.S. Billboard Modern Rock Tracks[cita requerida]     | 3          |
| U.S. Billboard Mainstream Rock Tracks[cita requerida] | 1          |